# Hagop Tutundjian
Hagop Tutundjian (* 1936 oder 1937; † 10. Juli 2010) war ein libanesischer Basketballspieler und -trainer.

## Werdegang
Tutundjian kam Anfang der 1960er Jahre in die Schweiz. Er spielte für Stade Français Genève, 1964 wechselte der 1,88 Meter große Spieler zu Fribourg Olympic. Dort wurde der als Schmuckhändler beruflich beschäftigte Tutundjian Spielertrainer. 1966 gewann er mit den Üechtländern die Schweizer Meisterschaft. Er nahm mit Olympic auch am Europapokal teil. 1970 beendete er seine Trainertätigkeit bei Fribourg Olympic, kam in der Saison 1970/71 aber noch als Spieler zum Einsatz.
Tutundjian bestritt 49 Länderspiele für den Libanon, er nahm an den Mittelmeerspielen teil. 1966 war er bei Länderspielen gegen Deutschland Gastspieler der Schweizer Nationalmannschaft.